# Salmo 117
El Salmo 117, según la numeración hebrea, es el centésimo décimo séptimo salmo del Libro de los Salmos en la Biblia. En la numeración de la Septuaginta griega —utilizada también en la Vulgata latina— corresponde al Salmo 116. Por este motivo, en algunas ediciones se lo menciona con la doble numeración: Salmo 117 (116).
Es también conocido como Laudate Dominum que son las palabras iniciales en la traducción al latín. Tiene solo dos versículos, por lo que resulta el salmo más corto del Libro de Salmos y el capítulo más corto de toda la Biblia. Es parte habitual de las liturgias judía, católica, anglicana y protestante. Está unido con el Salmo 118 en los manuscritos de los eruditos hebraístas Benjamin Kennicott y Giovanni Bernardo De Rossi.

## Texto
Con solo dos versículos, diecisiete palabras y 62 caracteres (29 en el versículo 1 y 33 en el versículo 2) en hebreo, este es el salmo más corto del Libro de los Salmos. También es el capítulo más corto de toda la Biblia. Es el capítulo 595 de los 1,189 capítulos de la Biblia del rey Jacobo, lo que lo convierte en el capítulo central de esta versión.
La siguiente tabla muestra el texto en hebreo del salmo con vocales, junto con el texto en griego koiné de la Septuaginta, el texto en latín de la Vulgata y la traducción al inglés de la Versión King James. Cabe señalar que el significado puede diferir ligeramente entre estas versiones, ya que la Septuaginta y el Texto masorético provienen de diferentes tradiciones textuales. En la Septuaginta, este salmo está numerado como el Salmo 116.
| # | Hebreo                                       | Español | Griego                                                                                | Latín                                                                                    |
| - | -------------------------------------------- | --- | ------------------------------------------------------------------------------------- | ---------------------------------------------------------------------------------------- |
| 1 | הַֽלְל֣וּ אֶת־יְ֭הֹוָה כׇּל־גּוֹיִ֑ם שַׁ֝בְּח֗וּהוּ כׇּל־הָאֻמִּֽים׃        | ¡Alabad al SEÑOR, naciones todas! Alabadle, pueblos todos.                                                   | ᾿Αλληλούϊα. - ΑΙΝΕΙΤΕ τὸν Κύριον, πάντα τὰ ἔθνη, ἐπαινέσατε αὐτόν, πάντες οἱ λαοί,    | ALLELUIA. Laudate Dominum, omnes gentes; collaudate eum, omnes populi.                   |
| 2 | כִּ֥י גָ֘בַ֤ר עָלֵ֨ינוּ ׀ חַסְדּ֗וֹ וֶאֱמֶת־יְהֹוָ֥ה לְעוֹלָ֗ם הַֽלְלוּ־יָֽהּ׃ | Porque grande es su misericordia para con nosotros, y la verdad del SEÑOR es para siempre. ¡Alabad al SEÑOR! | ὅτι ἐκραταιώθη τὸ ἔλεος αὐτοῦ ἐφ᾿ ἡμᾶς, καὶ ἡ ἀλήθεια τοῦ Κυρίου μένει εἰς τὸν αἰῶνα. | Quoniam confirmata est super nos misericordia eius, et veritas Domini manet in aeternum. |

## Comentarios

### De la Iglesia católica

#### A todo el salmo
Debido a su brevedad, algunos manuscritos hebreos incorporan este salmo al anterior o al siguiente; sin embargo, posee una identidad propia y representa el punto culminante del grupo de salmos conocido como el Hallel. Puede entenderse como una expansión del «Aleluya» final repetido en los salmos previos. Este salmo, el más corto del salterio, se compone de dos llamados universales a la alabanza (v. 1) y dos razones que expresan la fidelidad y misericordia de Dios hacia Israel (v. 2). Su estructura refleja un paralelismo poético equilibrado, característico de los himnos de alabanza. A la luz de la resurrección de Cristo y la proclamación del Evangelio a todas las naciones, el salmo cobra un significado más pleno y universal.

Este salmo contiene la profecía de que la Iglesia y la predicación del Evangelio se difundirán por toda la tierra.

#### Al versículo 1
La invitación a las naciones a alabar al Señor implica el reconocimiento de su soberanía universal (cf. Sal 47,2-3; 67,3-5, entre otros). San Pablo interpreta esta participación de los gentiles en la alabanza y la fidelidad de Dios al cumplir sus promesas como plenamente realizadas en Jesucristo y en la Iglesia. Por eso cita expresamente este versículo como prueba bíblica que respalda su enseñanza.

Digo, en efecto, que Cristo se hizo servidor de los que están circuncidados para mostrar la fidelidad de Dios, para ratificar las promesas hechas a sus padres, y para que los gentiles glorificaran a Dios por su misericordia conforme está escrito: Por eso te alabaré a ti entre los gentiles, y cantaré en honor de tu nombre. Y de nuevo dice: Alegraos, naciones, con su pueblo. Y también: Alabad al Señor todas las naciones, y ensalzadle todos los pueblos» (Rm 15,8-11). Para el cristiano, estas palabras son un estímulo a esforzarse para que todas las gentes reconozcan al Señor. Éste fue el afán de almas que tuvieron los santos: «Aquel que tiene celo desea y procura, por todos los medios posibles, que Dios sea siempre más conocido, amado y servido en esta vida y en la otra, puesto que este sagrado amor no tiene ningún límite. Lo mismo practica con su prójimo, deseando y procurando que todos estén contentos en este mundo y sean felices y bienaventurados en el otro; que todos se salven, que ninguno se pierda eternamente.

## Liturgia

### Nuevo Testamento
El versículo 1 es citado en Romanos RVR.
En el Salmo 117, se invita a los gentiles a unirse en la alabanza a Dios. Los cristianos interpretan esto como un cumplimiento de la promesa de misericordia de Dios hacia los gentiles, señalando la promesa divina de que todas las naciones serían bendecidas en la descendencia de Abraham, a quien consideran como Cristo, según se describe en la Epístola a los Gálatas:

A Abraham fueron hechas las promesas, y a su simiente. No dice: Y a las simientes, como si hablase de muchos, sino como de uno: Y a tu simiente, la cual es Cristo.
Gálatas 3:16, Reina-Valera

### Judaísmo
El Salmo 117 es parte del Halel, una plegaria de alabanza a Dios compuesta por los salmos 113 al 118, que se recita en las fiestas.

### Catolicismo
Como el resto de los Salmos, el Laudate Dominum se concluye en el rito romano con una doxología trinitaria (Gloria Patri). En las iglesias católicas, este salmo se suele cantar tras la Bendición con el Santísimo Sacramento.
En la Iglesia católica, la Regla de San Benito asigna este salmo (el 116 en la Vulgata) al Oficio de Vísperas del lunes. San Benito de Nursia generalmente utilizaba cuatro salmos en vísperas, pero debido a la brevedad de este salmo, añadía un quinto cuando se utilizaba este. Actualmente se utiliza en la Liturgia de las Horas el sábado de las semanas I y III. El salmo puede cantarse después de la Bendición con el Santísimo Sacramento, un rito que se realiza en iglesias católicas y algunas iglesias anglicanas.

## Versiones musicales
El Salmo 117, conocido por sus palabras iniciales en latín como Laudate dominum (traducido como «Oh, alabad al Señor» o «Alabad al Señor»), ha sido musicalizado por varios compositores, entre ellos William Byrd, Marc-Antoine Charpentier (7 versiones: H.177, H.152, H.159, H.182, H.214, H.223, H.224), Michel Richard Delalande, y Johann Sebastian Bach (Lobet den Herrn, alle Heiden, BWV 230).
Heinrich Schütz compuso una paráfrasis métrica del salmo en alemán, Lobt Gott mit Schall, ihr Heiden all, SWV 215, para el Becker Psalter, publicado por primera vez en 1628.
Wolfgang Amadeus Mozart escribió una adaptación de este salmo para voz de soprano solista y coro: el quinto movimiento de Vesperae solennes de confessore («Vísperas solemnes para un confesor»), K. 339.
Alan Hovhaness musicalizó partes del salmo, junto con el Salmo 27, en su obra de 1935 "The God of Glory Thundereth".
El músico judío estadounidense Robert Strassburg (1915-2003) también compuso una adaptación.
Más recientemente, ha sido musicalizado por el compositor sueco Fredrik Sixten.
El salmo también forma la introducción de la canción pop de los años 90 Happy Nation del grupo sueco Ace of Base, y de un arreglo popular de la Comunidad de Taizé.
Aunque el texto ha sido tratado por varios autores clásicos de épocas diversas, como Antonio Vivaldi o William Byrd, quizá la música más conocida para este salmo es la debida a Wolfgang Amadeus Mozart, en la que la pieza se canta en un solo de soprano con coro, y es la quinta parte de seis en una pieza más larga conocida como la Vesperae solennes de confessore (KV. 339). Por otra parte, otra de las versiones más reconocidas del Laudate Dominum fue trabajado en el gradual de la Misa de coronación húngara compuesta por Ferenc Liszt.
También existe una versión moderna del grupo de power metal Helloween, incluida en su álbum Better than Raw, con el texto original latino.
El Salmo 117, conocido por sus palabras iniciales en latín como Laudate dominum (traducido como «Oh, alabad al Señor» o «Alabad al Señor»), ha sido musicalizado por varios compositores, entre ellos William Byrd, Marc-Antoine Charpentier (7 versiones: H.177, H.152, H.159, H.182, H.214, H.223, H.224), Michel Richard Delalande, y Johann Sebastian Bach (Lobet den Herrn, alle Heiden, BWV 230). Heinrich Schütz compuso una paráfrasis métrica del salmo en alemán, Lobt Gott mit Schall, ihr Heiden all, SWV 215, para el Becker Psalter, publicado por primera vez en 1628. Wolfgang Amadeus Mozart escribió una adaptación de este salmo para soprano solista y coro: el quinto movimiento de Vesperae solennes de confessore («Vísperas solemnes para un confesor»), K. 339.